# De blonde baviaan
De blonde baviaan is het zesde boek uit de reeks Grijpstra en De Gier, geschreven door Janwillem van de Wetering.
Het boek is uitgegeven in 1978 door Bruna.

## Verhaal
Tijdens een felle storm en in de neerplassende regen wordt het lijk gevonden van Elain Carnet. Het lijkt erop dat ze van een trap is gevallen. Maar de twee ervaren rechercheurs Grijpstra en De Gier, geassisteerd door hun jongere collega Cardozo, zijn niet tevreden omdat ze sporen vinden van bezoek. Sigarenresten, een tweede wijnglas en op de grond een trouwring. Haar inwonende dochter Gabrielle heeft naar eigen zeggen niets gemerkt van een bezoek. Er blijkt ook nog onenigheid te zijn met de achterbuurman over haar hond en zijn kat. Franco Borgen, de bedrijfsleider van haar meubelzaak, begint zich wat eigenaardig te gedragen. Een Italiaanse leverancier, Francesco Pullini, heeft nog veel geld tegoed voor geleverde waar. En wat is de rol van Jan Vleuten, voormalig topverkoper en minnaar van Elain? Cardozo is goed op dreef, maar heeft een twijfelachtige methode nodig om aan informatie te komen. De commissaris ten slotte heeft een theorie die hem naar Italië doet vertrekken.